# عيل علي
عيل علي (بالصومالية: Ceel Cali) مدينة صومالية تتبع منطقة هيران، وهي تقع على بعد 75 كيلومتر جنوب غرب بلدوين عاصمة منطقة هيران.